# Zapasy na Igrzyskach Ameryki Południowej 1994
Turniej w ramach Igrzysk w Wenezueli 1994 rozegrano w listopadzie w mieście Puerto Cabello.

## Tabela medalowa
Gospodarz zawodów został zaznaczony kolorem.
| Poz.    | Państwo   |    |    |    | Łącznie |
| 1       | Wenezuela | 12 | 5  | 2  | 19      |
| 2       | Peru      | 3  | 5  | 6  | 14      |
| 3       | Argentyna | 2  | 5  | 3  | 10      |
| 4       | Kolumbia  | 2  | 2  | 2  | 6       |
| 5       | Panama    | 1  | 1  | 2  | 4       |
| 6       | Boliwia   | 0  | 1  | 0  | 1       |
| .       | Urugwaj   | 0  | 1  | 0  | 1       |
| 8       | Ekwador   | 0  | 0  | 2  | 2       |
| 9       | Chile     | 0  | 0  | 1  | 1       |
| Łącznie | Łącznie   | 20 | 20 | 18 | 58      |

## Wyniki

### W stylu klasycznym
| Waga   | złoty                  | srebrny           | brązowy          |
| ------ | ---------------------- | ----------------- | ---------------- |
| 48 kg  | Oscar Primera          | Jorge Yllescas    | Antonio González |
| 52 kg  | Joel Medina            | Mauricio Vélez    | Joël Basaldúa    |
| 57 kg  | Wilmer Gómez           | Lucas Garralda    | Édison Viteri    |
| 62 kg  | Enrique Cubas          | José García       | Tamiaki Castillo |
| 68 kg  | Daniel Navarrete       | Lessy Galarza     | Carlos Albrecht  |
| 74 kg  | Néstor García          | Eduardo Lakerman  | Antonioni Zavala |
| 82 kg  | Jairo Guerrero         | Daniel Iglesias   | Jorge Aschi      |
| 90 kg  | Evelio de Jesús Suárez | Félix Isisola     | Eduardo Strático |
| 100 kg | Emilio Suárez          | Arnulfo Hernández | Lucio Vásquez    |
| 130 kg | Juan Cruz              | Argenis Aray      | Darío Macrao     |

### W stylu wolnym
| Waga   | złoty             | srebrny          | brązowy          |
| ------ | ----------------- | ---------------- | ---------------- |
| 48 kg  | José Ochoa        | Antonio González | José Restrepo    |
| 52 kg  | Mauricio Vélez    | Joël Basaldúa    | Itamar Díaz      |
| 57 kg  | José Barreto      | Ramiro Maggiolo  | Bertil Sánchez   |
| 62 kg  | Jesús Vale        | Enrique Cubas    | René Guerrero    |
| 68 kg  | Leonardo González | Gonzalo Pereyra  | Fredy Ochoa      |
| 74 kg  | Gonzalo Peláez    | Elías Marcano    | Antonioni Zavala |
| 82 kg  | Luis Varela       | Félix Isisola    | Daniel Iglesias  |
| 90 kg  | José Melendez     | Paulo Coultas    | Juan Mustafá     |
| 100 kg | Arnulfo Hernández | José Marín       | Lucio Vásquez    |
| 130 kg | Juan Cruz         | Argenis Aray     | Darío Macrao     |

- Nazwisko zaznaczone pochyłym tekstem oznacza, że nie przyznano medalu, z powodu zbyt małej liczby zgłoszonych zawodników w danej konkurencji.